# Cuadrilla de Salvatierra

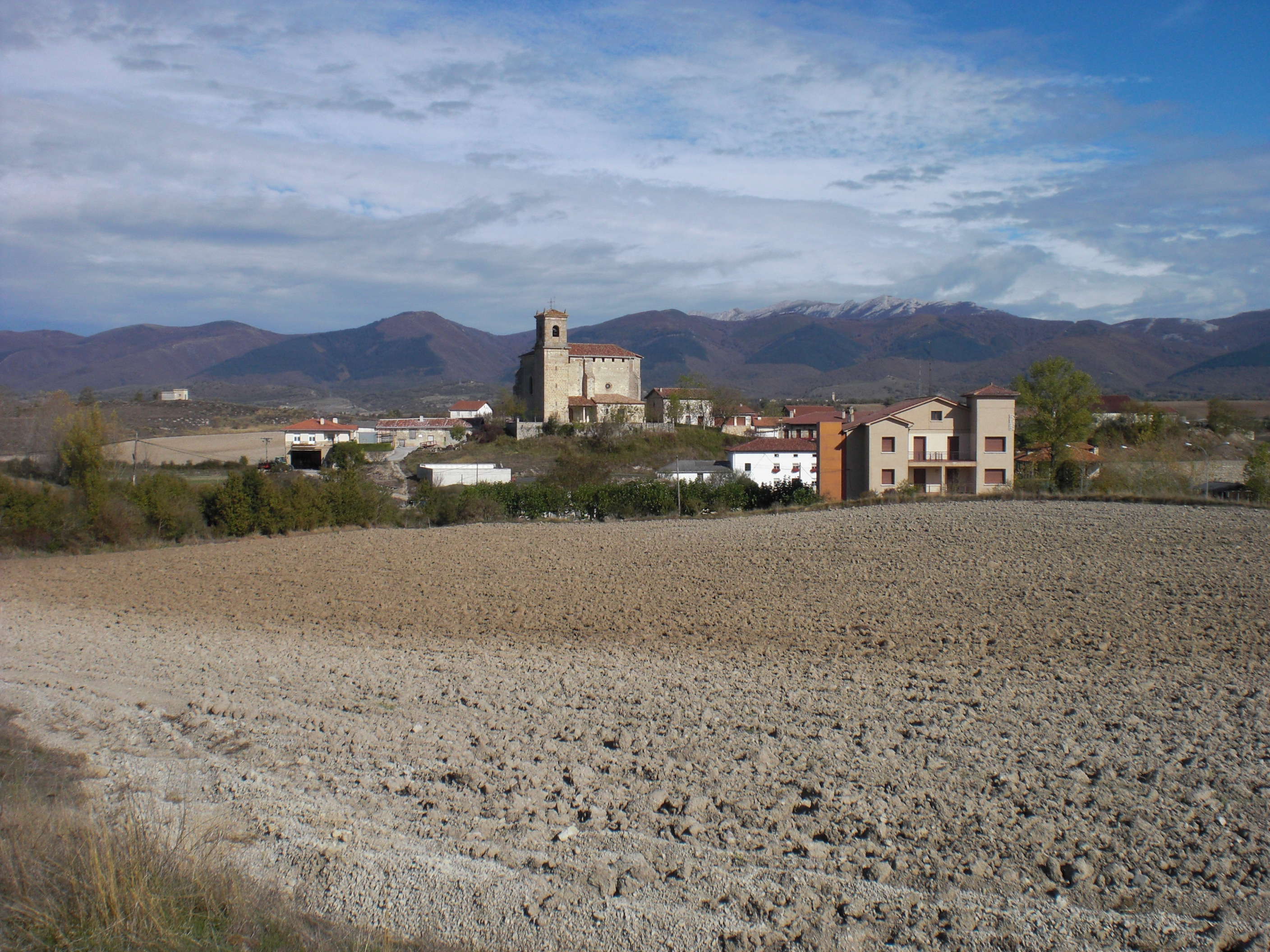
Cuadrilla de Salvatierra

Cuadrilla de Salvatierra (Baskisch: Aguraingo Kuadrila) is een comarca van de Spaanse provincie Álava. De hoofdstad is Salvatierra/Agurain.

## Gemeenten
- Salvatierra/Agurain
- Asparrena
- Barrundia
- Elburgo/Burgelu
- San Millán/Donemiliaga
- Alegría-Dulantzi
- Iruraiz-Gauna
- Zalduondo